# Top Gunner 2 – Danger Zone
Top Gunner 2 – Danger Zone (Originaltitel Top Gunner: Danger Zone) ist ein US-amerikanischer Actionfilm aus dem Jahr 2022 von Glenn R. Miller. In der Hauptrolle ist Michael Paré zu sehen.

## Handlung
Das FBI hebt die Basis einer Terrorzelle in New York City aus. Während der Hausdurchsuchung erhärtet sich der Verdacht, dass die Terroristen planen, einen großen Terroranschlag durchzuführen. Es werden Beweise sichergestellt und Unterlagen zur weiteren Untersuchung auf das Revier mitgenommen. Man kommt zum Schluss, dass wahrscheinlich ein Passagierflugzeug mit einer Bombe versehen wurde. Diese wird scharf, sobald eine Flughöhe von 400 Metern erreicht wird. Wird diese Höhe unterschritten, wird die Bombe ausgelöst und würde das Flugzeug zum Absturz bringen. Es scheitert, über den Tower den Start der Maschine zu verhindern. Man beschließt, dass Flugzeug zum Umkehren zu zwingen.
Daher wird die US Air Force beauftragt, dem Flugzeug auf dessen Flug 2191 von New York nach Santo Domingo Begleitschutz zu geben. Unter der Führung von Captain Alix Riley und Major Roberta Banning finden die Piloten tatsächlich das Flugzeug und können Kontakt mit dessen Piloten aufnehmen. Im Flugzeug versuchen derweil der Air-Marshal Tony Wilkes und die Flugbegleiterin Vanessa Jensen die Bomben ausfindig zu machen und diese zu entschärfen. Dabei hilft ihnen der Ex-Soldat Taylor Garrett, der Kenntnisse über Sprengstoffe während seiner Militärlaufbahn sammeln konnte. Allerdings befindet sich an Bord einer der Terroristen.
Zum Pech aller Beteiligten dringen in den Luftraum unbemerkt mehrere MiGs ein, die sowohl das Passagierflugzeug als auch die US-amerikanischen Kampfjets ins Visier nehmen. Schon bald kommt es zu ersten Dogfights zwischen der Air Force und den russischen Kampfflugzeugen. Da auch das Passagierflugzeug den Angriffen ausweichen muss, kommt es im Inneren zu Unruhen, sodass die Bombensuche und die Entschärfung erschwert werden.

## Hintergrund
Der Film ist eine lose Fortsetzung zu Top Gunner – Die Wächter des Himmels aus dem Jahr 2020. Beides sind Mockbuster zu Top Gun: Maverick mit Tom Cruise in der Hauptrolle. Dieser Film greift jedoch auch noch die Grundthematik von Speed mit Sandra Bullock und Keanu Reeves auf
Top Gunner 2 – Danger Zone entstand in Los Angeles und erschien am 20. Mai 2022 in den USA. In Deutschland startete der Film am 22. September 2022 in den Videoverleih.

## Rezeption
Actionfreunde vergleicht den Film mit Speed, Einsame Entscheidung und Stealth – Unter dem Radar und weniger mit Top Gun: Maverick, dessen Mockbuster er ist. Der Einstieg in den Film gelingt, da die Atmosphäre eines Thrillers beim Zuschauer ankommt. Gelobt wird außerdem das Erzähltempo, dass sich von aktuelleren The-Asylum-Produktionen erheblich abhebt, da diese durch minutenlange Dialoge entschleunigt werden. Allerdings verfliegt die Anfangseuphorie recht schnell und der Film zeichnet sich durch genrebekannten „Schwachsinn“ aus. So wird bemängelt, dass ein russischer Terrorstaat in die Geschichte eingeführt wird und dessen Kampfflugzeuge „mal eben im New Yorker Luftraum kreisen, ohne dass es irgendwer gemerkt hätte“. Bei der schauspielerischen Leistung wird das Overacting kritisiert, allerdings werden die Hauptdarsteller, insbesondere Michael Paré sowie Michael Broderick und Anna Telfer, für ihre Leistungen gelobt. Besonders wird vom Blatt Drehbuchautor Marc Gottlieb kritisiert. Final vergibt Actionfreunde vier von zehn möglichen Punkten.
In der Internet Movie Database kommt der Film bei rund 250 Stimmen auf eine Wertung von 1,8 von 10,0 Sternen.